# Hiwot Ayalew
Hiwot Ayalew (Sekela, 6 maart 1990) is een Ethiopische atlete, die gespecialiseerd is in de 3000 m steeple. Ze werd Afrikaans kampioene in deze discipline. Ook nam ze tweemaal deel aan de Olympische Spelen, maar won hierbij geen medailles.

## Biografie
In 2011 werd Ayalew elfde bij de wereldkampioenschappen veldlopen en won bij de Afrikaanse Spelen in Maputo een zilveren medaille op de 3000 m steeple. Het jaar erop kwalificeerde ze zich voor de Olympische Spelen van Londen. Met een tijd van 9.12,98  moest ze genoegen nemen met een vijfde plaats. Doordat de Russische Joelia Zaripova in 2015 met terugwerkende kracht werd gediskwalificeerd wegens een positieve dopingtest, werd dit verhoogd naar een vierde plaats.
In 2013 won Ayalew een zilveren medaille bij de WK veldlopen, zowel individueel als in het teamklassement. Kort hierna werd ze tweede bij de Crescent City Classic. Bij de wereldkampioenschappen in Moskou dat jaar miste ze met een vierde plaats het podium.
Haar grootste prestatie leverde Hiwot Ayalew in 2014 door bij de Afrikaanse kampioenschappen in Marrakesh goud te winnen op de 3000 m steeple. Met een kampioenschapsrecord van 9.29,54 bleef zij haar landgenote Sofia Assefa (zilver; 9.30,20) en de Marokkaanse Salima Elouali Alami (brons; 9.33,02) voor.
Op de Olympische Spelen van 2016 in Rio de Janeiro was haar 9.35,09 onvoldoende snel om zich te kwalificeren voor de finale.
Ayalew loopt voor het team van Commercial Bank of Ethiopia.
Ayalew is sinds 2011 getrouwd met de Ethiopische marathonloper Girma Tilahun. Haar zus Wude Ayalew won op de 10.000 m een bronzen medaille op de WK van 2009. Haar jongere broer Aweke Ayalew komt uit op de 5000 m.

## Titels
- Afrikaans kampioene 3000 m steeple - 2014

## Persoonlijke records
Baan
| Onderdeel      | Prestatie | Datum            | Plaats  |
| -------------- | --------- | ---------------- | ------- |
| 1500 m         | 4.11,16   | 1 september 2013 | Berlijn |
| 5000 m         | 14.49,36  | 9 juni 2011      | Oslo    |
| 3000 m steeple | 9.09,61   | 7 juni 2012      | Oslo    |

Weg
| Onderdeel      | Prestatie | Datum           | Plaats      |
| -------------- | --------- | --------------- | ----------- |
| 5 km           | 15.37     | 14 oktober 2012 | Rennes      |
| 10 km          | 31.47     | 19 april 2014   | New Orleans |
| 10 Eng. mijl   | 53.51     | 8 april 2018    | Washington  |
| halve marathon | 1:11.56   | 11 maart 2018   | Lissabon    |

Indoor
| Onderdeel   | Prestatie | Datum            | Plaats     |
| ----------- | --------- | ---------------- | ---------- |
| 3000 m      | 8.43,29   | 15 februari 2014 | Birmingham |
| 2 Eng. mijl | 9.21,59   | 15 februari 2014 | Birmingham |

## Palmares

### 3000 m
- 2012:  International Meet Demosthenes de Almeida in Luanda - 9.29,79
- 2014: 11e WK indoor - 9.12,51 (in series: 8.53,70)

### 5000 m
- 2010:  Ethiopische kamp. in Addis Ababa - 16.17,10

### 3000 m steeple
- 2011:  Afrikaanse Spelen - 10.00,57
- 2012: 4e OS - 9.12,98[1]
- 2013: 4e WK - 9.15,25
- 2014:  IAAF Continental Cup - 9.51,59
- 2014:  Afrikaanse kamp. - 9.29,54 (CR)
- 2015:  Afrikaanse Spelen - 9.51,94
- 2015: 6e WK - 9.24,27
- 2016: 7e in kwal. OS - 9.35,09

Diamond League-resultaten
- 2011: 6e Memorial van Damme - 9.26,25
- 2013:  Memorial Van Damme - 9.15,85
- 2014:  Shanghai Golden Grand Prix - 9.27,25
- 2014:  Prefontaine Classic - 9.12,89
- 2014:  Meeting Areva - 9.11,65
- 2014:  DN Galan - 9.17,04
- 2014:  Weltklasse Zürich - 9.19,29
- 2014:   Diamond League - 19 p
- 2015:  4e Diamond League - 9 p

### 5 km
- 2011: 4e Course des As Renault Femmes in Rennes - 15.54
- 2012: 5e Tout Rennes Court - 15.37

### 10 km
- 2011: 4e Great Ethiopian Run - 33.22
- 2013:  Allstate Sugar Bowl Crescent City Classic in New Orleans - 32.05
- 2013:  Cooper River Bridge Run in Charleston - 32.18
- 2014:  Allstate Sugar Bowl Crescent City Classic in New Orleans - 31.47,0
- 2015:  Allstate Sugar Bowl Crescent City Classic in New Orleans - 31.55

### veldlopen
- 2011: 11e WK in Punta Umbría - 25.42
- 2013:  WK in Bydgoszcz - 24.27